# بوينوس آيريس (كانتون)
بوينوس آيريس (بالإسبانية: Buenos Aires)‏ و هو الكانتون الثالث في محافظة بونتاريناس في كوستاريكا. و يغطي الكانتون مساحة 2,384.22 كم مربع،
و بيقدر عدد سكانه بما يقارب 43,526 نسمة.
و تدعى مدينته الرئيسية أيضا بـبوينوس آيريس.
يشمل الكانتون جزء من سلسلة جبال تلمنكا Cordillera de Talamanca على طول حدوده الشمالية الشرقية، تشكل وديان نهر خينيرال و كوتو بروس و تيرّأبا قلب الكانتون، وتحدد سلسلة الجبال الساحلية حدوده على الطرف الجنوبي الشرقي.
أنشأ قانون 26 حزيران 1914 كانتونا باسم دي أوسا، و ضم هذا الكانتون أغلبية منطقة جنوب كوستاريكا، و أصبحت مدينة بوينوس آيريس المدينة الرئيسة للكانتون، و في 29 تموز 1940 أعلن القانون انفصال الجزء الساحلي عن الكانتون معطيه اسمه الأصلي أوسا، و المنطقية المتبقية من الكانتون الأصلي أصبحت بوينوس آيريس.

## المقاطعات
يتألف كانتون ماتينا من تسع مقاطعات و هي :
1. بوينوس آيريس
2. فولكان
3. بوتريرو غرانديه
4. بوروكا
5. بيلاس
6. كوليناس
7. شانغينا
8. بيوليه
9. برونكا